# Kanton Champs-sur-Marne
Der Kanton Champs-sur-Marne ist seit 1985 ein französischer Wahlkreis im Arrondissement Torcy, im Département Seine-et-Marne und in der Region Île-de-France. Sein Hauptort ist Champs-sur-Marne.

## Gemeinden
Der Kanton besteht aus vier Gemeinden mit insgesamt 59.235 Einwohnern (Stand: 1. Januar 2022) auf einer Gesamtfläche von 26,70 km²:
| Gemeinde                | Einwohner 1. Januar 2022 | Fläche km² | Dichte Einw./km² | Code INSEE | Postleitzahl |
| ----------------------- | ------------------------ | ---------- | ---------------- | ---------- | ------------ |
| Champs-sur-Marne        | 26.661                   | 7,35       | 3.627            | 77083      | 77420        |
| Croissy-Beaubourg       | 1.969                    | 11,63      | 169              | 77146      | 77183        |
| Lognes                  | 14.678                   | 3,37       | 4.355            | 77258      | 77185        |
| Noisiel                 | 15.927                   | 4,35       | 3.661            | 77337      | 77186        |
| Kanton Champs-sur-Marne | 59.235                   | 26,70      | 2.219            | 7701       | –            |

Bis zur Neuordnung bestand der Kanton Ambérieu-en-Bugey aus den zwei Gemeinden Champs-sur-Marne und Émerainville. Sein Zuschnitt entsprach einer Fläche von 12,54 km2.